# Erkan und Stefan

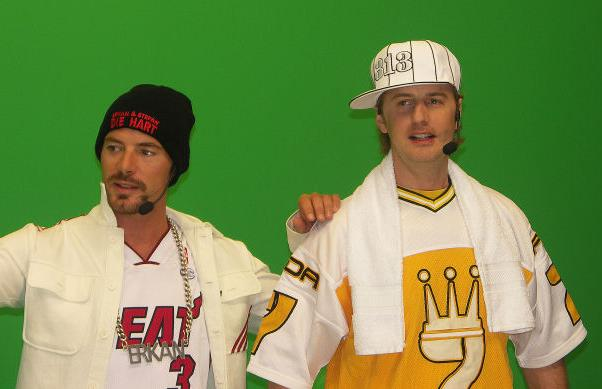
Erkan und Stefan auf der Funkausstellung Berlin 2006 vor einem Greenscreen

Erkan und Stefan sind ein Komikerduo, bestehend aus den unter Pseudonym auftretenden deutschen Komikern John Friedmann aus München und Florian Simbeck aus Ingolstadt.

## Werdegang
Um sich dem Publikum zu verkaufen, die Figuren lebendiger zu machen und inkognito bleiben zu können, wurden Biografien der Phantasiefiguren aufgebaut. Danach wurde Erkan Maria Moosleitner am 24. Dezember 1979 als Sohn von Bruce Moosleitner – einer Kombination der Namen Bruce Boxleitner und Peter Moosleitner – und dessen Frau Ayşe geboren und wuchs als Einzelkind im ärmeren Münchner Stadtteil Hasenbergl auf. Stefan Lust wurde am 15. Mai 1979 im Problembezirk München-Neuperlach als Sohn von Frau Lust geboren. Ebenso erfunden ist die Legende von einer deutsch-türkischen Freundschaft, die während einer U-Bahn-Fahrt in München ihren Anfang nahm.
Das Markenzeichen des Duos bestand darin, einen künstlichen türkischen Akzent mit dem bairischen Dialekt des Münchner Nordens und englischer Slangsprache zu kombinieren, beispielsweise „Ey, krass“.
Die so entstandenen Kunstfiguren wiesen konzeptionelle Ähnlichkeiten mit der im Jahr 1996 erstmals auftretenden englischsprachigen Kunstfigur Ali G des Komikers Sacha Baron Cohen auf. Auch eine Ähnlichkeit mit den vom Duo Mundstuhl gespielten, Kanak Sprak sprechenden Figuren Dragan und Alder ist vorhanden.

### 1990er
Zunächst ging das Duo seit Juli 1995 mit seiner „Kanakcomedy“ bei der Radio-Comedy Klub Ma:d, ausgestrahlt von Radio Energy München, unentgeltlich auf Sendung. Entdeckt hierfür wurden sie von Comedy-Autor Max Witzigmann, Sohn des Starkochs Eckart Witzigmann. Bald folgte eine Veröffentlichung ausgewählter Radiofolgen auf CD und unmittelbar danach der erste Auftritt auf der Münchener Kleinkunstbühne Liederbühne Robinson. Wenige Wochen später zogen Erkan und Stefan in die renommierte Münchener Kabarett-Bühne Schlachthof um, wo sie zunächst fünf Abende im ausverkauften kleinen Saal „Ox“, um danach fünf Abende im ebenso ausverkauften großen Saal aufzutreten. Bereits am zweiten Abend im großen Saal wurden sie von den Filmproduzenten Mischa Hofmann und Philip Voges angesprochen, die einen Kinofilm mit dem Komiker-Duo produzieren wollten. Beide bestanden jedoch darauf, zunächst ihr Studium zu beenden.
1997 waren die beiden erstmals auf der Bühne des Münchner Schlachthofs zu sehen. Danach spielten die beiden bis 2001 mehrere Live-Programme auf Comedy-Bühnen in ganz Deutschland.

### 2000er
Im Jahre 2000 erschien der gleichnamige Film, bei dem Michael Herbig Regie führte. Auf dessen Erfolg aufbauend kam 2002 die Fortsetzung Erkan und Stefan – Gegen die Mächte der Finsternis heraus, welche jedoch nicht den Kassenerfolg des ersten Teils erreichte.
Nachdem der Bekanntheitsgrad von Erkan & Stefan unter anderem durch wiederholte Auftritte in der Bullyparade weiter zugenommen hatte, bekamen die beiden ihre eigene Show: headnut.tv wurde ab April 2002 zwei Jahre lang auf dem Fernsehsender ProSieben ausgestrahlt und für den Deutschen Fernsehpreis 2002 nominiert. Regie führte Gregor Wiebe von der Medienagentur Huckleberryking Media GmbH. Nach 26 Folgen in zwei Staffeln wurde die Sendung jedoch wieder abgesetzt. Der Kern jeder Sendung bestand darin, mehrere Interviews zu führen und dabei die Interviewpartner durch absurde Fragen in die Irre zu führen. Inhaltlich ähnelte die Sendung sehr stark der zu diesem Zeitpunkt bereits im angelsächsischen Raum erfolgreichen Da Ali G Show des britischen Senders Channel 4.
2003 sprachen Erkan und Stefan eine neue „krasse“ Synchronfassung für den Zeichentrickfilm Asterix in Amerika unter dem neuen Titel Die Schwörerversion: Asterix in America – Die checken aus, die Indianer. Im selben Jahr liehen die beiden in der deutschsprachigen Synchronisation von Findet Nemo den vegetarischen Haien Hammer und Hart ihre Stimmen.
In der 2004 erstmals ausgestrahlten Folge Schwarze Ikonen der vierten Staffel der ZDF-Krimiserie Die Rosenheim-Cops hatten die beiden einen Gastauftritt als chaotisches Handwerkerduo mit gefälschten Aufenthaltspapieren.
2005 folgte der Kinofilm Der Tod kommt krass. Darin klären Erkan und Stefan auf einem Kreuzfahrtschiff einen Mord auf. Der Film ist an die amerikanische Produktion Immer Ärger mit Bernie angelehnt. „Wir haben immer gesagt, nach drei Erkan-und-Stefan-Kinofilmen gibt es erst mal keinen mehr. Aber natürlich gibt es uns weiter, aber eben auch anders.“ (John Friedmann) So versucht sich John Friedmann als Schauspieler in ernsthafteren Rollen in weniger lustigen und emotionaleren Filmen wie Die Augen meiner Mutter (Arbeitstitel für Meine Mutter, mein Bruder und ich!).
Am 15. Mai 2005, in der 156. Sendung von Wetten, dass..? konnten Erkan und Stefan sich mit ihrem Auftritt einen Jugendtraum erfüllen: „Seit unserer Kindheit sind wir davon Fans. Das ist der Wahnsinn.“ Ab Mitte Oktober 2005 kommentierte das Duo auf Premiere 5 das Filmprogramm.
Am 2. Dezember 2005 wurde das erste Interview mit John Friedmann und Florian Simbeck als Privatpersonen im Bayerischen Rundfunk in der Sendung Unter 4 Augen ausgestrahlt. Das Gespräch führte Heike Götz.
2006 waren die beiden Komiker mit Voll krass! – Die Clip-Show mit Erkan & Stefan bei RTL II auf Sendung. Das Format wurde mehrfach wiederholt.
Ebenfalls 2006 waren die beiden als Gaststars in einer Episode der Schillerstraße zu sehen.
In der seit Februar 2007 ausgestrahlten Comedyreihe Deutschland ist schön spielten Simbeck und Friedmann verschiedene Rollen, zum Beispiel zwei gemeinsam ermittelnde Streifenpolizisten.
In der Sendung Beckmann vom 19. Februar 2007 „demaskierten“ sich die beiden erstmals in der breiten Öffentlichkeit und sprachen sogar hochdeutsch. John Friedmann erklärte, dass er sich nun der ernsten Schauspielerei widmen möchte.
In ihrer nach längerer Pause seit 2006 laufenden Tournee kündigten Friedmann und Simbeck im April 2007 an, dass diese die letzte als Kunstfiguren Erkan und Stefan sein würde.
2018 traten Friedmann und Simbeck erstmals wieder seit 2006 in ihrer Rolle als Erkan & Stefan auf. Im Rahmen der Sat.1-Show Luke! Die 2000er und ich absolvierte das Duo einen kurzen Stand-up-Auftritt. In den Genial daneben – Das Quiz-Ausgaben vom 8. Februar 2019, 5. April 2019 sowie 28. August 2019 waren sie Teil des Rateteams.
Am 17. September 2019 starteten sie mit einer Live-Bühnen-Tour.

### 2020er
Kurz nach Beginn der COVID-19-Pandemie konnte das Duo keine Live-Auftritte mehr aufführen. Aus diesem Grund betreiben sie bis heute einen Kanal auf der Streaming-Plattform Twitch. Nach der Pandemie zog das Comedy-Duo 2023 für das Reality-TV Format „Forsthaus Rampensau“ neben weiteren Promipaaren in ein Selbstversorger-Forsthaus in den Kärntner Bergen ein.

### Wortschöpfungen
Über die Parodie der Kanak Sprak (siehe sekundärer Foreigner Talk) hinaus sind Erkan und Stefan insbesondere für die Wortschöpfung „brontal“ (ein Kofferwort) verantwortlich, das laut Erkan entstanden ist, als ein Vogel auf ihn „brutal frontal“ zugeflogen ist (Synonym für „krass“, oder auch einfach nur „sehr“).

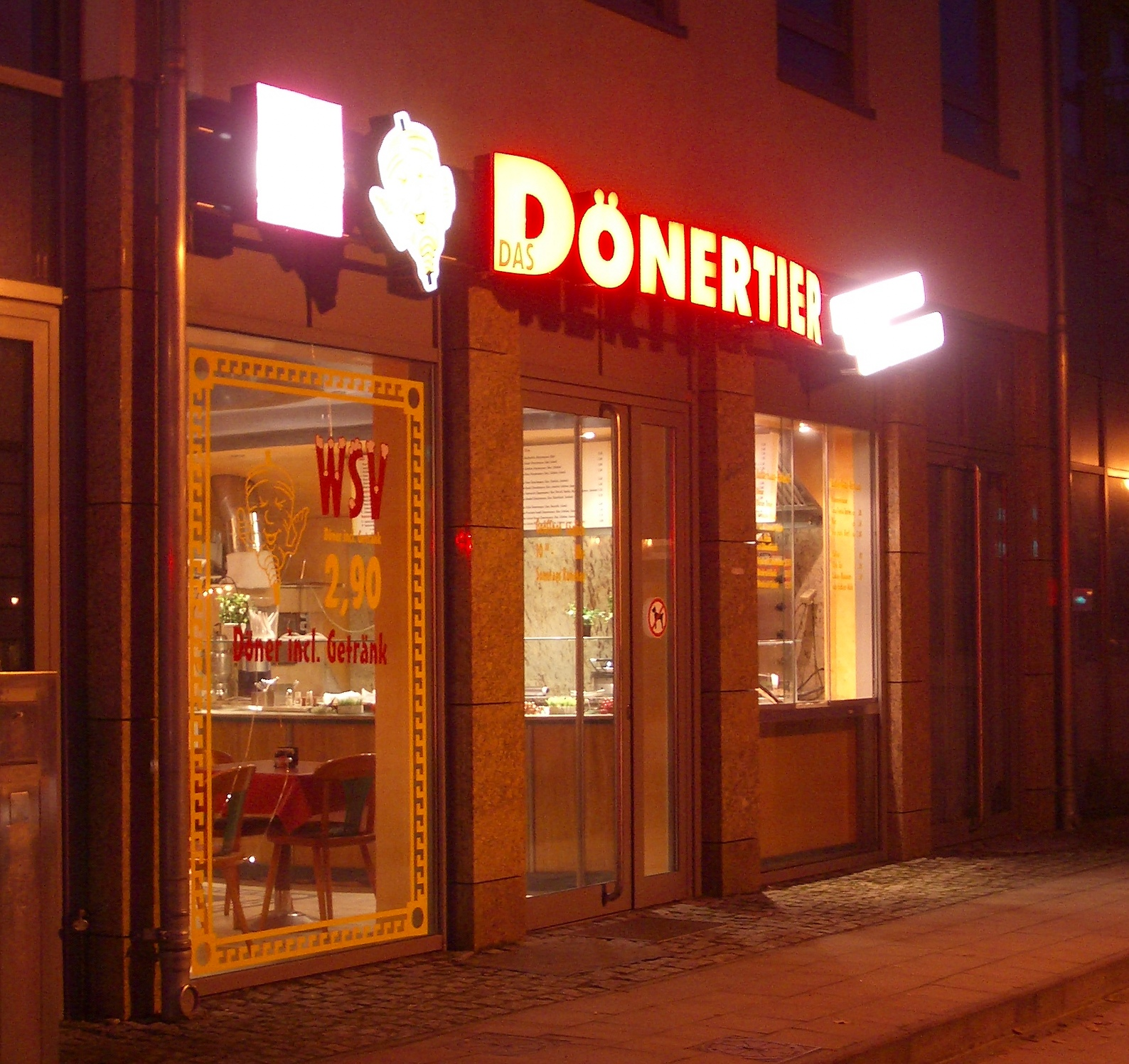
Das Dönertier, gesehen in Rostock

Ein weiterer von Erkan und Stefan stammender, allgemein bekannter Begriff des Dönertiers basiert auf der früh in ihren Fernsehsendungen kolportierten Legende, das Fleisch des Dönerspießes stelle analog zum Spanferkel ein aufgespießtes Tier dar (vgl. Wildes Haggis). Dieses erfundene Lebewesen war Namensgeber einer Döner-Kette auf Franchise-Basis, der Dönertier AG. Das Unternehmen wurde 2007 verkauft, meldete Anfang 2010 Insolvenz an und wurde im Herbst 2012 wegen Vermögenslosigkeit aus dem Handelsregister gelöscht. Das Dönertier wurde zudem auch anderweitig vermarktet, u. a. als Kuscheltier.
Ihre Wortkreationen konnten sie zwar zum Teil markenrechtlich schützen; eine Werbekampagne des österreichischen Ablegers der Fast-Food-Kette McDonald’s, in deren Rahmen Doppelgänger von Erkan und Stefan verwendet wurden, konnten sie allerdings nicht unterbinden. Die Klage am Landgericht München scheiterte mit der Begründung, dass niemand ein „Monopol auf die Vermarktung der Umgangssprache türkischer Jugendlicher“ für sich beanspruchen könne.

## Kritik
Bereits zum Debüt von Erkan und Stefan gab es vereinzelte Kritik an dem Comedy-Duo. Die Tageszeitung merkte an, dass ein „fader Beigeschmack bleibe“, wenn sich „Mehrheiten über Minderheiten amüsieren“.
Nach dem Comeback des Duos wurde Kritik an der Inszenierung von Friedmann und Simbeck lauter. So urteilt Paul Schwenn vom Vice, die „Zeit, in der Gymnasiasten ihre Gossen-Karikaturen präsentierten, ist lange vorbei“. Die Figuren Erkan und Stefan „imitieren den Jargon junger Eingewanderter“, obwohl „Komiker mit Migrationshintergrund, wie Abdelkarim oder Osan Yaran“, sich mittlerweile selbst „artikulieren“.

## Filmografie
- 2000: Erkan & Stefan
- 2001: Dr. Dolittle 2 (Synchronstimmen)
- 2002: Erkan & Stefan gegen die Mächte der Finsternis
- 2003: Asterix in Amerika (Asterix in Amerika – Die checken aus, die Indianer) (DVD-Synchronstimmen)
- 2003: Findet Nemo (Synchronstimmen)
- 2005: Clever & Smart (Synchronstimmen)
- 2005: Erkan & Stefan in Der Tod kommt krass
- 2006: Ich Chef, du nix

## Diskografie
- 1997: Die Hart
- 1998: Krass – vs Ali Kahn (Maxi-CD)
- 1999: Brontal
- 1999: Ich schwör (Maxi-CD)
- 2000: Planet Döner
- 2000: Superchecker (Maxi-CD)
- 2001: Auf Kleba
- 2002: Brauchst du Probleme (Maxi-CD)
- 2004: Krass! Kochen! Kolesterinarm! (Kochhörbuch)
- 2005: Wot – I Say Captain (Maxi-CD)
- 2005: Endskorrekt Krass – Best of
- 2006: Checker (Maxi-CD)
- 2007: Best of Erkan & Stefan